# Мечеть Джавата
Мечеть Джавата (араб. مَسْجِد جَوَاثَا, Masjid Jawāthā) — мечеть у селищі Кілабія, розташованому в 12 км на північний схід від Ель-Хуфуфа, що в Саудівській Аравії. Найдавніша мечеть на сході Аравійського півострова.
Збудована у сьому році Хіджри (629), за іншою версією — у 636 році завдяки зусиллям племені Бані Абд аль-Кайса. Вважають, що в її стінах була прочитана друга в історії ісламу п'ятнична молитва.
За доби панування карматів саме в мечеті Джавата 22 роки зберігався Чорний камінь з Мекки, вивезений з міста під час карматського нападу.
Мечеть кілька разів руйнували, залишки поглинали пустельні піски, проте кожного разу її відновлювали. Від першої, оригінальної будівлі збереглися лише фундаменти, фрагменти п'яти невеликих глинобитних арок та каміння міхрабу.